# Elena Caffarena
Elena Caffarena (phát âm tiếng Tây Ban Nha: [eˈlena kafaˈɾena]; 23 tháng 3 năm 1903 - 19 tháng 7 năm 2003) là một luật sư, luật sư và chính trị gia người Chile. Các nhà sử học và nhân văn đương đại coi bà là một trong những nhân vật công chúng quan trọng nhất thế kỷ 20 ở Chile.

## Tiểu sử
Sinh ra ở Iquique với Ana Morice và Blas Caffarena, một người nhập cư Ý, bà dành phần lớn cuộc đời của mình cho cuộc đấu tranh giải phóng phụ nữ. Caffarena và Olga Poblete là những người sáng lập "Movimiento Pro-Emancipación de las Mujeres de Chile" vào năm 1938 và được vinh danh là "vợ chồng sáng lập" của MEMCH 1983. Cháu gái của bà là nhà báo Pamela Jiles. Caffarena qua đời vào ngày 19 tháng 7 năm 2003 ở tuổi 100.

## Tác phẩm được chọn
- Tụ điện de la tees casada en relación a sus bienes
- Regímenes matrimoniales en Latinoamérica (1948)
- Un capítulo en la Historia del Nữ tính. Las sufragistas inglesas (1952)
- El recurso de amparo frente a los regímenes de nổiencia (1957)
- Diccionario de Jurisprudencia Chilena " (1959)